# Case (geslacht)
Case is een geslacht waarvan leden sinds 1977 tot de Belgische adel behoren.

## Geschiedenis
De bewezen stamreeks gaat terug tot 1698 toen Thomas Case, stamvader van dit geslacht, werd geboren. In 1771 en 1869 werden door Britse wapenherauten certificaten verstrekt van afstamming van Thomas Case (1698-). In 1977 werden vier broers in de Belgische adel ingelijfd.
Anno 2019 waren er nog elf mannelijke telgen in leven, de laatste geboren in 2011.

### Wapenbeschrijving
- 1977: In zilver, een uitgeschulpte schuinbalk van keel, beladen met drie ronde gespen van goud, in de richting van de schuinbalk geplaatst, vergezeld aan weerszijden van een smalle schuinbalk van sabel. │ Een helm van zilver, gekroond, getralied, gesierd en omboord van goud, gevoerd en gehecht van keel. Dekkleden: zilver en keel. Helmteken: een voorarm van tegenhermelijn gekleed, gesierd van zilver, de hand van vleeskleur, houdende een ronde gesp van goud. Wapenspreuk: 'Distantia jungit' in letters van keel, op een lint van zilver.

## Enkele telgen
Charles Case, secretaris-generaal van de Compagnie immobilière de belgique (daarna: Immobel)
- Jhr. dr. Edouard Case (1935-2003), jurist, in 1977 ingelijfd in de Belgische adel
  - Jhr. Olivier Case (1969), ondernemer, chef de famille
  - Jhr. Anthony Case (1971), kunstschilder
- Jhr. Alfred Case (1936-2012), in 1977 ingelijfd in de Belgische adel
- Jhr. Thomas Case (1939-2001), interieurarchitect, in 1977 ingelijfd in de Belgische adel
- Jhr. Richard Case (1941), bankier, in 1977 ingelijfd in de Belgische adel

### Adellijke alliantie
- Van der Belen (1968)